# Аджман (місто)
Аджма́н (араб. عجمان) — місто в Об'єднаних Арабських Еміратах, адміністративний центр емірату Аджман.

## Опис
Місто розташоване на березі Перської затоки за декілька кілометрів від міста Шарджа, утворюючи разом з Шарджею і Дубаєм агломерацію з населенням близько 3 млн осіб. Населення власне Аджмана — 225 тисяч осіб (2003): це 5-е за кількістю населення місто в ОАЕ.
З давніх-давен воно прославилося як центр риболовецького промислу в регіоні, а також видобутком перлів, проте до недавнього часу було невеликим містечком. Лише останнім часом місто стало швидко зростати завдяки бурхливому розвитку прилеглих мегаполісів — Дубая та Шарджі. У місті розташований морський порт. Аджман відомий своїми верфями, на яких дотепер за старовинними технологіями виробляють традиційні арабські вітрильники дау та найсучасніші склопластикові суду.
Місто знамените своїм Національним історичним музеєм з експозицією археологічних знахідок, манускриптів та зброї. Також можна відвідати квадратну сторожову вежу, мечеть Аль-Нуамі, трек для верблюдячих перегонів.